# Haidinger (Mondkrater)
Haidinger ist ein Einschlagkrater im südwestlichen Quadranten des Mondes. Er liegt nordwestlich des Kraters Wilhelm und östlich des unregelmäßig geformten Kraters Hainzel. Südwestlich erstreckt sich der Lacus Timoris (See der Furcht).
Der Kraterrand ist kreisförmig mit leichten Ausbuchtungen in den westlichen und nordöstlichen Bereichen. Der Satellitenkrater 'Haidinger B' berührt den Kraterwall im Osten, während 'Haidinger A' nahe dem nordöstlichen Rand liegt. Entlang der südlichen Innenwand befindet sich eine kleine kraterähnliche Vertiefung. In der Nordhälfte des Kraterbodens erhebt sich ein niedriger Höhenzug.
| Buchstabe | Position           | Durchmesser | Link |
| --------- | ------------------ | ----------- | ---- |
| A         | 38,69° S, 24,76° W | 9 km        |      |
| B         | 39,25° S, 24,56° W | 10 km       |      |
| C         | 39,09° S, 22,27° W | 19 km       |      |
| F         | 38,63° S, 23,24° W | 5 km        |      |
| G         | 39,62° S, 22,73° W | 10 km       |      |
| J         | 37,99° S, 24,51° W | 14 km       |      |
| M         | 37,44° S, 22,13° W | 22 km       |      |
| N         | 39,52° S, 26,3° W  | 6 km        |      |
| P         | 38,58° S, 25,76° W | 4 km        |      |